# Gerard Collins
Gerard Collins (n. 16 octombrie 1938, Abbeyfeale⁠(d), Munster⁠(d), Irlanda) este un om politic irlandez, membru al Parlamentului European în perioada 1999-2004 din partea Irlandei.
1. ↑  Gerry Collins, Munzinger Personen, accesat în 9 octombrie 2017
2. 1 2 3 4 5 6 7 8 9 10   https://www.oireachtas.ie/en/members/member/Gerard-Collins.D.1967-11-09 Lipsește sau este vid: |title= (ajutor)
3. ↑   http://www.assembly.coe.int/nw/xml/AssemblyList/MP-Details-EN.asp?MemberID=1614 Lipsește sau este vid: |title= (ajutor)